# San Pedrito, Chiapas
San Pedrito är en ort i Mexiko.   Den ligger i kommunen Villaflores och delstaten Chiapas, i den sydöstra delen av landet, 700 km sydost om huvudstaden Mexico City. San Pedrito ligger 700 meter över havet och antalet invånare är 124.
Terrängen runt San Pedrito är huvudsakligen kuperad, men åt sydväst är den platt. Runt San Pedrito är det ganska glesbefolkat, med 47 invånare per kvadratkilometer. Närmaste större samhälle är Cristóbal Obregón, 1,4 km nordväst om San Pedrito. Trakten runt San Pedrito består till största delen av jordbruksmark.